# Waldemar Kownacki
Waldemar Kownacki (ur. 14 kwietnia 1949 w Grajewie) – polski aktor teatralny i filmowy.

## Życiorys
Ukończył III Liceum Ogólnokształcące im. Bohaterów Westerplatte w Gdańsku. W 1973 ukończył studia na PWST w Warszawie. W teatrze zadebiutował 17 listopada 1973.
Były mąż aktorki Gabrieli Kownackiej, obecnie żonaty z aktorką Katarzyną Kownacką.

## Filmografia
- 1973: Nagrody i odznaczenia – żołnierz z oddziału Szpaka
- 1977: Rytm serca – Krzysztof, chłopak Ani
- 1979: ...Cóżeś ty za pani... – Jakub
- 1980: Dzień Wisły - partyzant rozdający ubrania
- 1981: Czwartki ubogich - doktor Jerzy Nowacki
- 1981: W obronie własnej – Adam, brat Marii
- 1983: Marynia – Antoni Gątowski, kuzyn Pławickich
- 1983: Na odsiecz Wiedniowi – Mustafa Pasza
- 1985: Stanisław i Anna – Waldemar Oświęcim, przyrodni brat Anny
- 1987: Koniec sezonu na lody – Józef Marocha, chłopak Drabikówny
- 1987: Na srebrnym globie – Jacek
- 1987: Rzeka kłamstwa – Firmanty, parobek w młynie
- 1989: Głuchy telefon – Łukasz, przyjaciel Tomasza
- 1994: Zawrócony – milicjant
- 2000: Miodowe lata – Myszka, odc 57
- 2000: Sokoliar Tomas – sokolnik Vagan
- 2001: Wiedźmin – ojciec Geralta
- 2001: Quo vadis (film 2001) – setnik
- 2001: Zostać miss – wiceminister Bonecki, ojciec Sandry (odc. 13)
- 2003: M jak miłość – pisarz Zbigniew Napiórkowski
- 2003: Zostać miss 2 – wiceminister Bonecki, ojciec Sandry (odc. 13)

## Odznaczenia
- 2015: Srebrny Medal „Zasłużony Kulturze Gloria Artis”[1][2]